# Monumentos e pontos turísticos de Portalegre (Portugal)

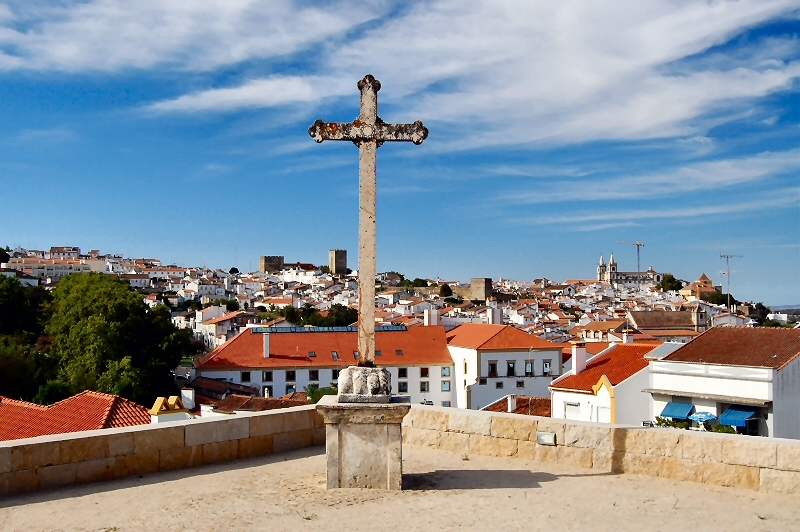
Panorâmica da cidade vista da Capela do Calvário.

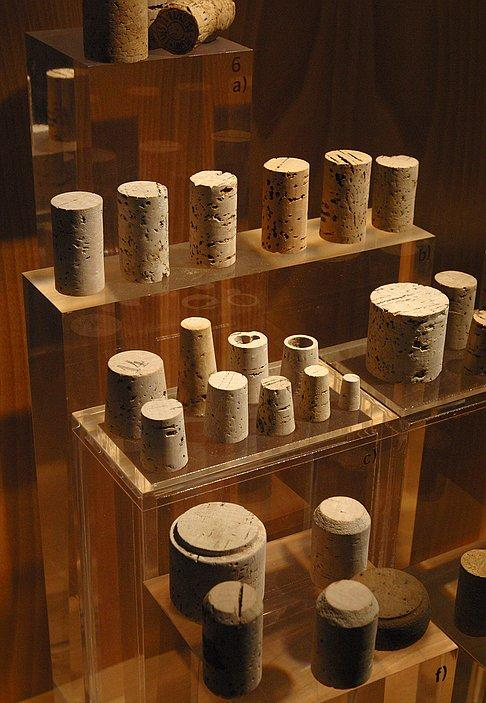
Museu da Cortiça.

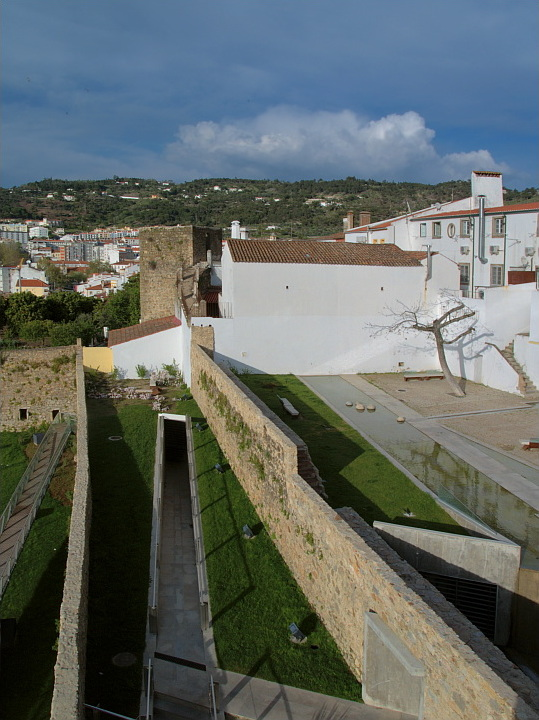
Muralha junto à Rua da Figueira.

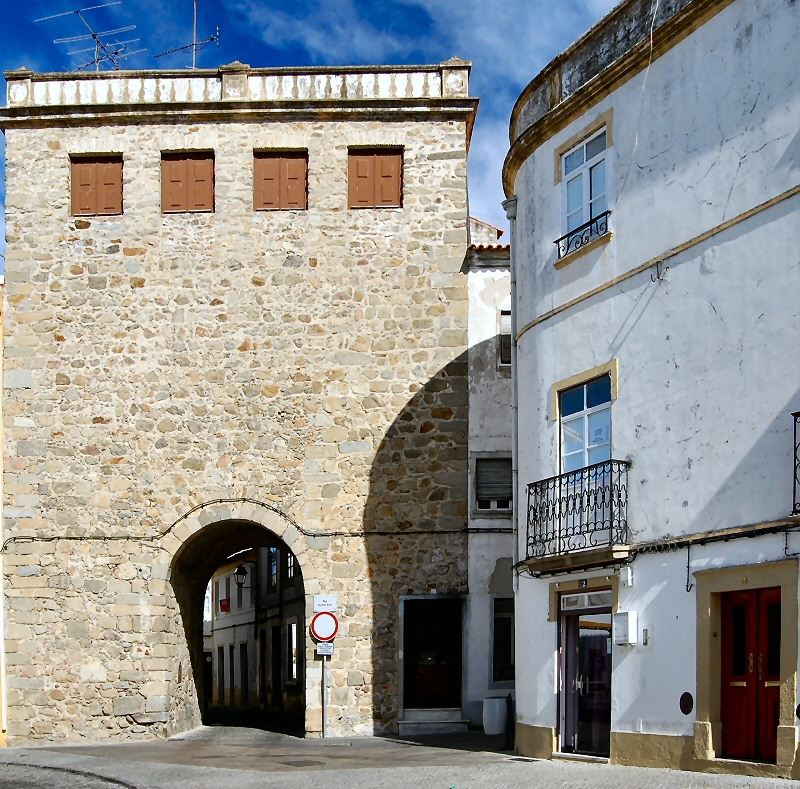
Porta de Alegrete, século XIII.

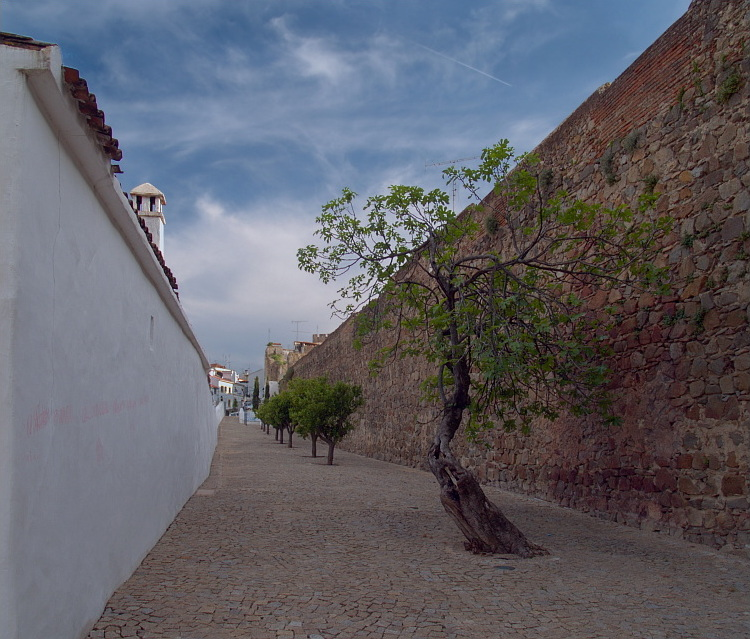
Muralha junto à Rua dos Muros de Baixo; ao fundo situava-se a Porta do Postigo.

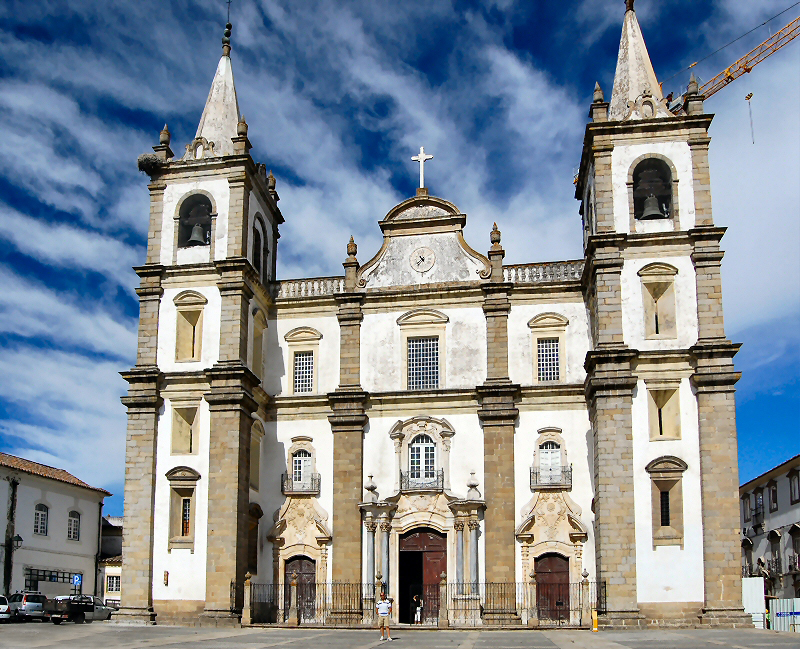
Sé Catedral de Portalegre.

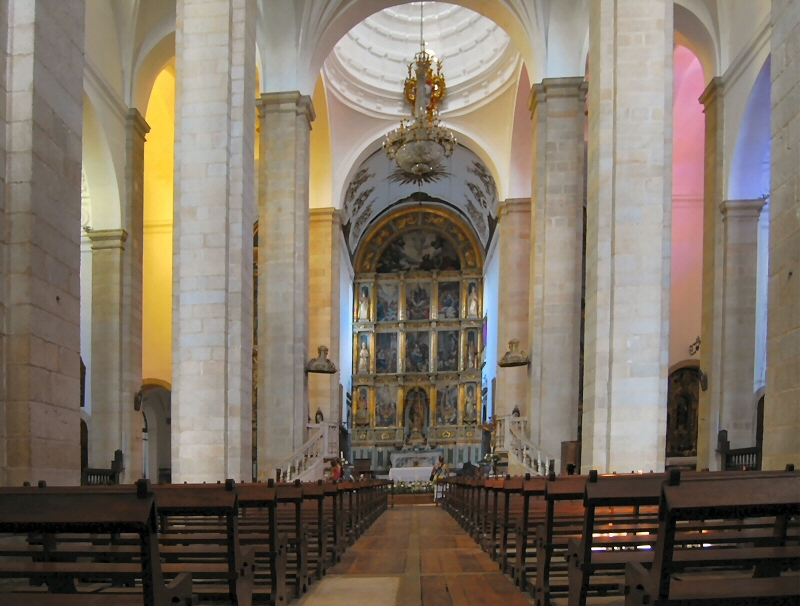
Sé Catedral de Portalegre.

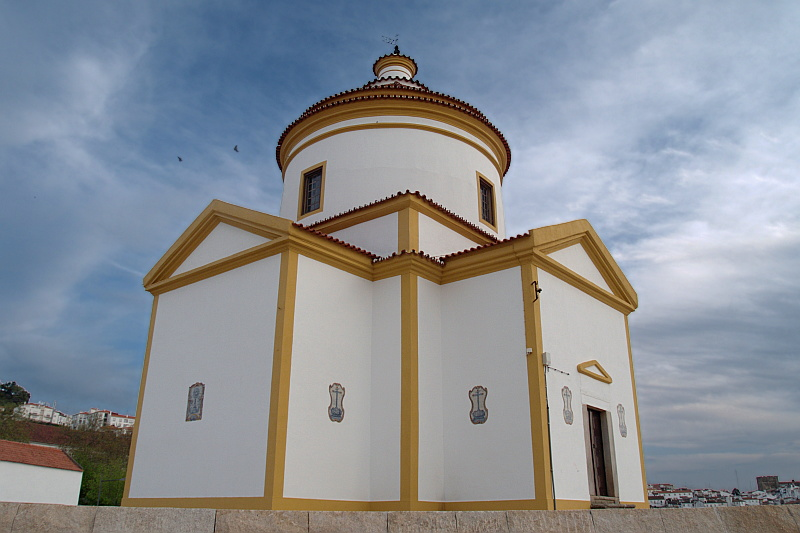
Capela do Calvário.

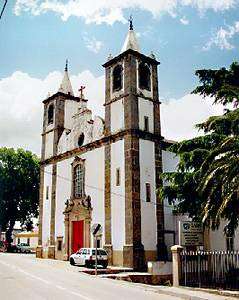
A Igreja do Bonfim.

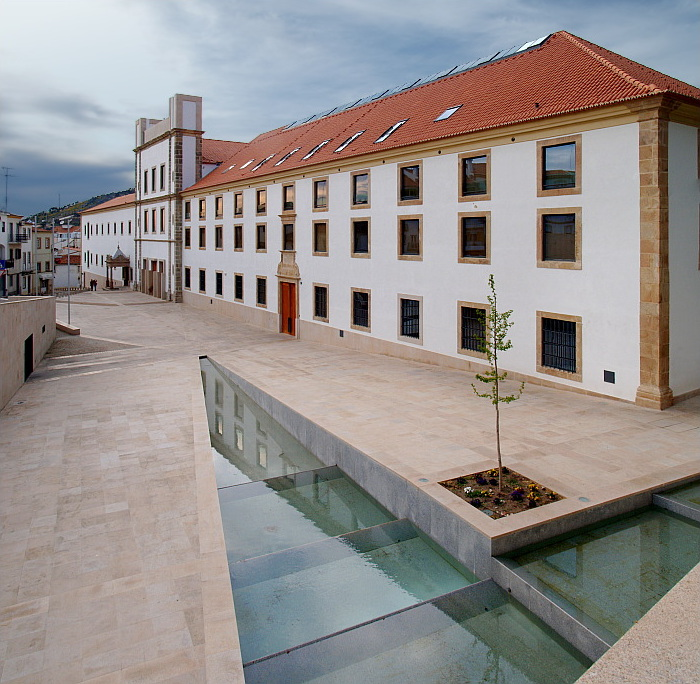
Sede da Câmara Municipal de Portalegre; antigo convento e colégio da Companhia de Jesus.

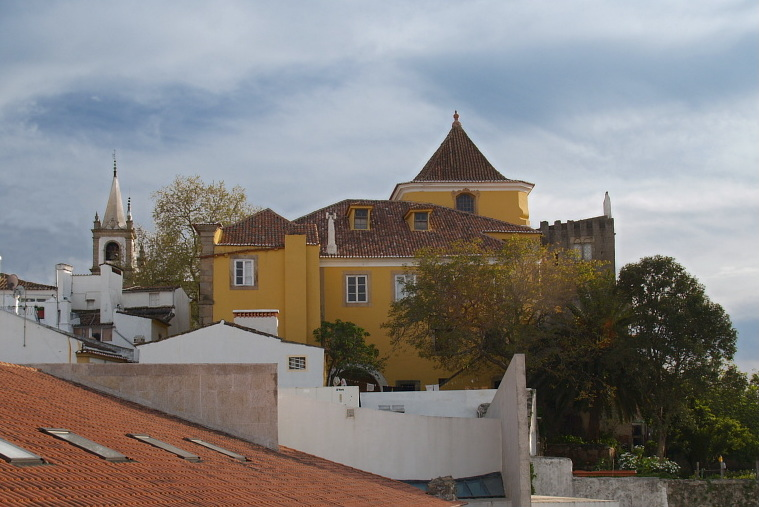
Palácio Amarelo e campanários da Sé.

Este é um anexo do artigo sobre os Monumentos e pontos de maior interesse o visitante do município português de Portalegre
Ver também:
- Património edificado em Portalegre
- Monumentos nacionais no distrito de Portalegre

## Museus
- Museu Municipal de Portalegre 39° 17' 29" N 7° 26' 1" O
- Casa Museu José Régio 39° 17' 19" N 7° 25' 47" O
- Museu da Tapeçaria de Portalegre Guy Fino 39° 17' 19" N 7° 25' 43" O
- Museu da Cortiça 39° 17' 23.67" N 7° 25' 39.64" O
- Núcleo Museológico do Castelo 39° 17' 27.76" N 7° 25' 50.98" O

## Castelos
- Castelo de Portalegre 39° 17' 27.76" N 7° 25' 50.98" O
- Torre do Atalaião, também conhecido como Castelo da Atalaia 39° 17' 35.04" N 7° 25' 24.28" O
- Castelo de Alegrete 39° 14' 12.92" N 7° 19' 26.99" O

## Portas da antiga muralha
No passado existiam 7 portas (alguns estudiosos falam em 8), das quais só subsistem 5:
- Porta do Crato, mais conhecida por Arco do Bispo 39° 17' 29.86" N 7° 26' 2" O
- Poterna, ou Porta Falsa, situada ao fundo da Rua da Figueira 39° 17' 34.86" N 7° 25' 58.28" O
- Porta da Devesa ou do Espírito Santo, no cimo da Rua 5 de Outubro 39° 17' 35.65" N 7° 25' 55" O
- Porta do Postigo, junto ao castelo, originalmente situada na Rua do Carmo, foi deslocada na década de 1930 para o Largo dos Combatentes da Grande Guerra, ficando colada à muralha. 39° 17' 29.4" N 7° 25' 49.39" O
- Porta de Alegrete ou de São Francisco, conhecida hoje por arco de Santo António, no extremo ocidental da Praça da República (antigo Corro) 39° 17' 24.85" N 7° 25' 50.92" O

As portas desaparecidas são:
- Porta de Elvas, situada ao fundo da rua com o mesmo nome 39° 17' 23.3" N 7° 25' 57.55" O
- Porta de Évora, situada ao fundo da Rua do Arco 39° 17' 25.88" N 7° 26' 1.62" O

## Edifícios religiosos

### Na cidade
- Sé Catedral (século XVI) 39° 17' 28.26" N 7° 26' 1.82" O
- Igreja do Nosso Senhor do Bonfim (século XVIII) 39° 18' 16.48" N 7° 26' 2.5" O
- Convento de São Bernardo (século XVI), onde actualmente (2009) funciona a Escola Práctica da Guarda Nacional Republicana 39° 17' 47.44" N 7° 25' 36.33" O
- Convento de Santa Clara(século XIV), actualmente a Biblioteca Municipal de Portalegre 39° 17' 24.53" N 7° 25' 55.65" O
- Convento de Santo António (século XVI), actual Centro de Saúde Mental 39° 18' 6.51" N 7° 25' 31.64" O
- Convento de São Francisco (originalmente do século XIII, reconstruído no século XVI) 39° 17' 20.74" N 7° 25' 42.81" O
- Convento dos Agostinhos (século XVII ou XVIII), actualmente Quartel da Guarda Nacional Republicana
- Convento jesuíta de São Sebastião (século XVII), Fábrica Real de Lanificios a partir do século XVIII, sede da câmara municipal desde 2005 39° 17' 41.26" N 7° 25' 43.13" O
- Igreja da Misericórdia 39° 17' 30.22" N 7° 25' 57.11" O
- Capela do Calvário (século XVII ou XVIII) 39° 17' 47.96" N 7° 25' 41.06" O
- Capela de Sant'Ana (século XVIII) 39° 17' 13.49" N 7° 25' 56.3" O
- Capela das Almas (século XVIII?) 39° 17′ 13″ N, 7° 25′ 58″ O
- Igreja de São Cristóvão 39° 17' 27.31" N 7° 25' 35.5" O
- Igreja de São Lourenço 39° 17' 38.34" N 7° 25' 51.72" O
- Igreja de São Mateus
- Igreja de Santiago (séculos XVI, XVII e XVIII) 39° 17′ 29″ N, 7° 25′ 52″ O
- Igreja de São Vicente
- Igreja do Espírito Santo

### Nos arredores ou freguesias rurais
- Capela de Nossa Senhora da Penha 39° 17' 51.22" N 7° 26' 31.64" O
- Igreja da Misericórdia de Alegrete
- Igreja paroquial de São João Baptista (Alegrete)
- Igreja paroquial de São Gregório (Reguengo)
- Igreja de São Mamede (Reguengo) 39° 18′ 37″ N, 7° 22′ 06″ O
- Ermida do Senhor dos Aflitos (Fortios)
- Igreja paroquial de Nossa Senhora da Esperança e Cruzeiro (Ribeira de Nisa)

## Outros edifícios históricos
- Antigo Seminário (século XVI/XVIII), actual Museu Municipal 39° 17′ 29″ N, 7° 26′ 01″ O
- Antigos Paços do Concelho (sede da câmara municipal) (século XVII) 39° 17' 28.33" N 7° 25' 58.08" O
- Palácio dos Condes de Vilar Real ou de D. Nuno de Sousa (século XVI), onde se destacam as janelas manuelinas 39° 17′ 27″ N, 7° 25′ 55″ O
- Casa Nobre do Largo dos Silveiros
- Casa dos Condes de Melo Erro Lua em Módulo:Coordenadas na linha 622: bad argument #1 to 'abs' (number expected, got nil).
- Paço Episcopal 39° 17' 29.46" N 7° 26' 2.41" O
- Palácio Achioli (século XVI e XVIII), actual Escola Superior de Educação de Portalegre39° 17′ 23″ N, 7° 25′ 49″ O
- Palácio Amarelo (século XVII-XIX) 39° 17′ 32″ N, 7° 26′ 00″ O
- Palácio Avillez (século XVIII), actual Governo Civil 39° 17′ 23″ N, 7° 25′ 49″ O
- Palácio Barahona (século XVIII), aloja actualmente o Arquivo Distrital de Portalegre 39° 17′ 28″ N, 7° 25′ 53″ O
- Palácio dos Condes de Castelo Branco (século XVIII), actualmente aloja o Museu da Tapeçaria de Portalegre 39° 17′ 32″ N, 7° 26′ 00″ O
- Palácio dos Andrade e Sousa (século XVII), actualmente sede do Instituto Politécnico de Portalegre 39° 17′ 29″ N, 7° 26′ 00″ O
- Palácio dos Tavares Falcões (século XVI)
- Palácio Póvoas (século XVIII)
- Solar das Avencas
- Solar dos Viscondes de Portalegre

## Outros pontos com interesse histórico
- Portal Gótico da Rua do Castelo
- Rua dos Besteiros
- Rua do Arco
- Plátano do Rossio 39° 17' 45.76" N 7° 25' 48.92" O
- Praça da República (antigo Corro) 39° 17' 23.03" N 7° 25' 47.21" O

## Miradouros
- Miradouro de Santa Luzia – Situado na Serra de Portalegre (679 m), na estrada para o Salão Frio, a norte da cidade. 39° 18' 16.38" N 7° 25' 25.45" O
- Miradouro da Penha – Situado no adro de um capela do século XVII na encosta da Serra da Penha, a oeste da cidade.
- Miradouro das Carreiras – Situado na povoação do mesmo nome, é um local panorâmico de grande beleza paisagística natural. Na freguesia das Carreiras existem também troços de calçada medieval que merecem ser visitados.
- Miradouro da Igreja de Nossa Senhora da Lapa – Outro local de panorâmico de grande beleza paisagística natural, à beira de uma pequena Igreja cavada na rocha, a 1 km da povoação de Besteiros.
- Pico da Serra de São Mamede – Situado a 1025 m de altitude, é o ponto mais elevado de Portugal continental a sul do Tejo. Dali se avista a barragem da Apartadura, a vila de Marvão, a Serra da Estrela e parte da Estremadura espanhola.